# Los tallos amargos
Los tallos amargos es una película argentina de 1956, dirigida por Fernando Ayala, protagonizada por Carlos Cores y Aída Luz, con música de Astor Piazzolla. Estrenada en Buenos Aires el 21 de junio de 1956. Ganadora del Cóndor de Plata como mejor película de 1957. El guion es de Sergio Leonardo sobre la novela homónima de Adolfo Jasca que había ganado el premio Emecé y algunas de las escenas fueron rodadas en la estación Ituzaingó. La fotografía realizada por Ricardo Younis ha sido considerada como una de las mejores fotografías cinematográficas de la historia del cine mundial.
En una encuesta de 2022 de las 100 mejores películas del cine argentino presentada en el Festival Internacional de Cine de Mar del Plata, la película alcanzó el puesto 42.

## Sinopsis
Al protagonista, un periodista, le ofrecen hacer un negocio que le dejará dinero fácil estafando gente por correspondencia. En un principio todo parece de ensueño, pero luego comenzarán las sospechas.

## Fotografía: entre las mejores de la historia
En el año 2000, la revista American Cinematographer, reconocida como la mejor en materia de fotografía de cine, realizó una encuesta que reconoció a Los tallos amargos como uno de los mejores trabajos de fotografía cinematográfica de la historia, ubicándola en el puesto N.º 49. El reconocimiento recae especialmente sobre Ricardo Younis, encargado directo de la misma.
Younis había estudiado fotografía con Gregg Toland, quien fue considerado por la misma encuesta como autor de la mejor fotografía cinematográfica de la historia, en El ciudadano (1941), con dirección de Orson Welles.

## Actores
- Carlos Cores (Alfredo Gasper)
- Aída Luz (Elena)
- Julia Sandoval (Susana)
- Vassili Lambrinos (Paar Liudas)
- Bernardo Perrone (Andreani)
- Virginia Romay (Madre de Alfredo)
- Gilda Lousek (Esther Gasper)
- Pablo Moret (Jarvis Liudas)
- Alfonso Pisano (Chávez)
- Jorge Villoldo (José)
- Jorge Hilton (Hombre en redacción)
- Otto Weber (Noriega)
- Carmen Giménez (Dueña de pensión)
- Adolfo Linvel (Editor)

## Premios
- Premios Cóndor de Plata (1957): mejor película.
- Premios Cóndor de Plata (1957): Mejor Dirección (Fernando Ayala)
- Premios Cóndor de Plata (1957): Mejor Guion Adaptado (Sergio Leonardo)